# Don't Let Me Down (The Chainsmokers)
"Don't Let Me Down" is een single van de Amerikaanse duo The Chainsmokers en zangeres Daya. De single is uitgegeven op 5 februari 2016 door Disruptor en Columbia Records.

## Achtergrondinformatie
Het nummer ontving positieve beoordelingen van verschillende muziekcritici. Ze prezen vooral de productie van het nummer, en de vocals van Daya. "Don't Let Me Down" werd een commercieel succes en werd de tweede top 10-single van The Chainsmokers en de eerste van Daya. In Australië, Duitsland, Finland, Nieuw-Zeeland, Noorwegen, Oostenrijk, Zweden en Zwitserland behaalde het nummer een plek binnen de top 10.

## Videoclip
De bijhorende videoclip verscheen op 29 april 2016.

## Tracklist
| Nr. | Titel                        | Duur |
| --- | ---------------------------- | ---- |
| 1.  | Don't Let Me Down (met Daya) | 3:28 |

| Nr. | Titel                                  | Duur |
| --- | -------------------------------------- | ---- |
| 1.  | Don't Let Me Down (W&W remix)          | 3:15 |
| 2.  | Don't Let Me Down (Zomboy remix)       | 4:26 |
| 3.  | Don't Let Me Down (Ephwurd remix)      | 4:05 |
| 4.  | Don't Let Me Down (Ricky Remedy remix) | 4:39 |

| Nr. | Titel                                       | Duur |
| --- | ------------------------------------------- | ---- |
| 1.  | Don't Let Me Down (Hardwell & Sephyx remix) | 2:42 |

## Hitnoteringen

### Nederlandse Top 40
| Hitnotering: 09-04-2016 t/m 24-09-2016 | Hitnotering: 09-04-2016 t/m 24-09-2016 | Hitnotering: 09-04-2016 t/m 24-09-2016 | Hitnotering: 09-04-2016 t/m 24-09-2016 | Hitnotering: 09-04-2016 t/m 24-09-2016 | Hitnotering: 09-04-2016 t/m 24-09-2016 | Hitnotering: 09-04-2016 t/m 24-09-2016 | Hitnotering: 09-04-2016 t/m 24-09-2016 | Hitnotering: 09-04-2016 t/m 24-09-2016 | Hitnotering: 09-04-2016 t/m 24-09-2016 | Hitnotering: 09-04-2016 t/m 24-09-2016 | Hitnotering: 09-04-2016 t/m 24-09-2016 | Hitnotering: 09-04-2016 t/m 24-09-2016 | Hitnotering: 09-04-2016 t/m 24-09-2016 |
| Week:                                  | 1                                      | 2                                      | 3                                      | 4                                      | 5                                      | 6                                      | 7                                      | 8                                      | 9                                      | 10                                     | 11                                     | 12                                     | 13                                     |
| -------------------------------------- | -------------------------------------- | -------------------------------------- | -------------------------------------- | -------------------------------------- | -------------------------------------- | -------------------------------------- | -------------------------------------- | -------------------------------------- | -------------------------------------- | -------------------------------------- | -------------------------------------- | -------------------------------------- | -------------------------------------- |
| Positie:                               | 34                                     | 20                                     | 14                                     | 13                                     | 16                                     | 11                                     | 11                                     | 10                                     | 7                                      | 8                                      | 9                                      | 10                                     | 14                                     |
| Week:                                  | 14                                     | 15                                     | 16                                     | 17                                     | 18                                     | 19                                     | 20                                     | 21                                     | 22                                     | 23                                     | 24                                     | 25                                     |                                        |
| Positie:                               | 14                                     | 15                                     | 16                                     | 14                                     | 14                                     | 15                                     | 16                                     | 23                                     | 24                                     | 32                                     | 36                                     | 39                                     | uit                                    |

### NederlandseSingle Top 100
| Hitnotering: 12-03-2016 t/m | Hitnotering: 12-03-2016 t/m | Hitnotering: 12-03-2016 t/m | Hitnotering: 12-03-2016 t/m | Hitnotering: 12-03-2016 t/m | Hitnotering: 12-03-2016 t/m | Hitnotering: 12-03-2016 t/m | Hitnotering: 12-03-2016 t/m | Hitnotering: 12-03-2016 t/m | Hitnotering: 12-03-2016 t/m | Hitnotering: 12-03-2016 t/m | Hitnotering: 12-03-2016 t/m | Hitnotering: 12-03-2016 t/m | Hitnotering: 12-03-2016 t/m | Hitnotering: 12-03-2016 t/m | Hitnotering: 12-03-2016 t/m | Hitnotering: 12-03-2016 t/m | Hitnotering: 12-03-2016 t/m | Hitnotering: 12-03-2016 t/m | Hitnotering: 12-03-2016 t/m | Hitnotering: 12-03-2016 t/m |
| Week:                       | 1                           | 2                           | 3                           | 4                           | 5                           | 6                           | 7                           | 8                           | 9                           | 10                          | 11                          | 12                          | 13                          | 14                          | 15                          | 16                          | 17                          | 18                          | 19                          | 20                          |
| --------------------------- | --------------------------- | --------------------------- | --------------------------- | --------------------------- | --------------------------- | --------------------------- | --------------------------- | --------------------------- | --------------------------- | --------------------------- | --------------------------- | --------------------------- | --------------------------- | --------------------------- | --------------------------- | --------------------------- | --------------------------- | --------------------------- | --------------------------- | --------------------------- |
| Positie:                    | 63                          | 37                          | 31                          | 23                          | 21                          | 13                          | 11                          | 9                           | 6                           | 7                           | 8                           | 5                           | 6                           | 6                           | 7                           | 8                           | 7                           | 10                          | 10                          | 9                           |
| Week:                       | 21                          | 22                          | 23                          | 24                          | 25                          | 26                          | 27                          | 28                          | 29                          | 30                          | 31                          | 32                          | 33                          | 34                          | 35                          | 36                          | 37                          | 38                          | 39                          | 40                          |
| Positie:                    | 11                          | 9                           | 10                          | 14                          | 14                          | 16                          | 15                          | 17                          | 24                          | 31                          | 30                          | 29                          | 35                          | 38                          | 52                          | 61                          | 65                          | 57                          | 62                          | 58                          |
| Week:                       | 41                          | 42                          | 43                          | 44                          | 45                          | 46                          | 47                          | 48                          | 49                          | 50                          | 51                          | 52                          | 53                          | 54                          | 55                          | 56                          | 57                          | 58                          | 59                          | 60                          |
| Positie:                    | 56                          | 45                          |                             |                             |                             |                             |                             |                             |                             |                             |                             |                             |                             |                             |                             |                             |                             |                             |                             |                             |

### NederlandseMega Top 50
| Hitnotering: 02-04-2016 t/m 29-10-2016 | Hitnotering: 02-04-2016 t/m 29-10-2016 | Hitnotering: 02-04-2016 t/m 29-10-2016 | Hitnotering: 02-04-2016 t/m 29-10-2016 | Hitnotering: 02-04-2016 t/m 29-10-2016 | Hitnotering: 02-04-2016 t/m 29-10-2016 | Hitnotering: 02-04-2016 t/m 29-10-2016 | Hitnotering: 02-04-2016 t/m 29-10-2016 | Hitnotering: 02-04-2016 t/m 29-10-2016 | Hitnotering: 02-04-2016 t/m 29-10-2016 | Hitnotering: 02-04-2016 t/m 29-10-2016 | Hitnotering: 02-04-2016 t/m 29-10-2016 | Hitnotering: 02-04-2016 t/m 29-10-2016 | Hitnotering: 02-04-2016 t/m 29-10-2016 | Hitnotering: 02-04-2016 t/m 29-10-2016 | Hitnotering: 02-04-2016 t/m 29-10-2016 | Hitnotering: 02-04-2016 t/m 29-10-2016 |
| Week:                                  | 1                                      | 2                                      | 3                                      | 4                                      | 5                                      | 6                                      | 7                                      | 8                                      | 9                                      | 10                                     | 11                                     | 12                                     | 13                                     | 14                                     | 15                                     | 16                                     |
| -------------------------------------- | -------------------------------------- | -------------------------------------- | -------------------------------------- | -------------------------------------- | -------------------------------------- | -------------------------------------- | -------------------------------------- | -------------------------------------- | -------------------------------------- | -------------------------------------- | -------------------------------------- | -------------------------------------- | -------------------------------------- | -------------------------------------- | -------------------------------------- | -------------------------------------- |
| Positie:                               | 47                                     | 35                                     | 27                                     | 23                                     | 18                                     | 13                                     | 17                                     | 18                                     | 10                                     | 10                                     | 10                                     | 12                                     | 12                                     | 10                                     | 10                                     | 11                                     |
| Week:                                  | 17                                     | 18                                     | 19                                     | 20                                     | 21                                     | 22                                     | 23                                     | 24                                     | 25                                     | 26                                     | 27                                     | 28                                     | 29                                     | 30                                     | 31                                     |                                        |
| Positie:                               | 10                                     | 10                                     | 10                                     | 14                                     | 23                                     | 34                                     | 36                                     | 36                                     | 37                                     | 37                                     | 42                                     | 43                                     | 50                                     | 48                                     | 48                                     | uit                                    |

## Releasedata
| Land             | Releasedatum    | Formaat        | Label                     |
| ---------------- | --------------- | -------------- | ------------------------- |
| Wereldwijd       | 5 februari 2016 | Muziekdownload | Disruptor, Columbia, Sony |
| Verenigde Staten | 1 maart 2016    | Radio          | Disruptor, Columbia, Sony |